# Cephalaria calcarea
Cephalaria calcarea är en tvåhjärtbladig växtart som beskrevs av Alboff. Cephalaria calcarea ingår i släktet jätteväddar, och familjen Dipsacaceae. Inga underarter finns listade i Catalogue of Life.